# Aniju-acanga
O aniju-acanga (Enyalius catenatus) é um lagarto brasileiro encontrado deste São Paulo até o Nordeste, no bioma da Mata Atlântica. Encontra-se em estado de preservação pouco preocupante e mede cerca de trinta centímetros, sendo a cauda responsável por quase dois terços de seu comprimento.

## Descrição
O nome popular desse animal, de origem indígena, já era citado por Gabriel Soares de Souza no século XVI. Tal historiador português julgou-os como idênticos aos camaleões, já que trocavam de cor, embora fossem maiores. Aqueles que falavam português e os conheciam, inclusive, os chamavam de camaleões. A população ainda acreditava, à época de Santa Rita Durão, que esse e outros lagartos se alimentavam de vento, embora o autor suspeitasse que, na verdade, fossem insetívoros. O poema abaixo evidencia o fato:
Vê-se o camaleão, que não se observa
Que tenha, como os mais, por alimento
Ou folha, ou fruto, ou nota carne ou erva
Donde a plebe afirmou, que pasta em vento;
Mas sendo certo que o ambiente ferva
De infinitos insetos, por sustento
Creio bem que se nutra na campanha
De quantos deles, respirando, apanha.
Assim como suspeitava Santa Rita Durão, a alimentação da espécie é composta por insetos, mas também inclui aracnídeos.
O E. catenatus apresenta coloração verde, como já expunha Gabriel Soares de Souza. Possui também manchas escuras, com traços amarelos esverdeados. Mão, pés e cauda são pardo-avermelhados.
Nas costas, há um sutil serrilhado, que corre em ziguezague, tal qual ocorre nos demais táxons do gênero. O flanco exibe uma faixa azul, enquanto o ventre é esbranquiçado. Vive quase sempre nas árvores. Quando um humano se aproxima do aniju, o réptil não foge - encara o indivíduo, estufa a papada, muda de cor, balança a cabeça de modo afirmativo e desaparece.
A espécie apresenta dimorfismo sexual, de modo que machos tendem a ser totalmente amarronzados, enquanto manchas são mais comuns nas fêmeas, que apresentam coloração dotada de maior variabilidade.